# Chenopodium serotinum
Chenopodium serotinum är en amarantväxtart som beskrevs av Carl von Linné. Chenopodium serotinum ingår i släktet ogräsmållor, och familjen amarantväxter. Inga underarter finns listade i Catalogue of Life.